# Anemia mohriana
Anemia mohriana är en ormbunkeart som beskrevs av Maarten J.M. Christenhusz. Anemia mohriana ingår i släktet Anemia och familjen Anemiaceae. Inga underarter finns listade.